# Battos I.
Battos I. (altgriechisch Βάττος Báttos), der Sohn des Theräers Polymnastos, war etwa 631–599 v. Chr. König von Kyrene. Seine Mutter war Phronime, Tochter von Etearchos, des Königs von Oaxos. Herodot erzählt seine Geschichte ausführlich im 4. Buch seiner Historien.
Unter Battos’ Führung gründeten griechische Kolonisten, die von der Insel Thera nach Nordafrika gelangten, um 631 v. Chr. die Kolonie Kyrene. Auf ihn geht die Dynastie der Battiaden (Königsnamen Battos und Arkesilaos) zurück, die bis etwa 440 v. Chr. regierte. Das Heroengrab des Battos auf der Agora von Kyrene konnte archäologisch nachgewiesen werden.
Angeblich soll Battos gestottert haben. Dies ist wohl eine Fehlinterpretation seines in Libyen angenommenen Namens (ursprünglich hieß er wohl Aristoteles), der sich zwar von einem einheimischen Herrschertitel ableitete, die griechischen Historiker aber an das Wort βατταρίζειν battarízein, deutsch ‚stammeln‘, aus ihrem eigenen Vokabular erinnerte. Battos soll 40 Jahre lang regiert haben. Allerdings darf man diese Zahl, die in der Antike und im Orient den allgemeinen Symbolwert einer großen Menge besitzt, nicht allzu wörtlich nehmen.